# Мрсаћ
Мрсаћ је насељено шумадијско место града Краљева у долини Западног Поморавља, које административно припада Рашком округу. Према попису из 2022. било је 1123 становника.

## Демографија
У насељу Мрсаћ живи 1100 пунолетних становника, а просечна старост становништва износи 41,9 година (40,1 код мушкараца и 43,5 код жена). У насељу има 415 домаћинстава, а просечан број чланова по домаћинству је 3,25.
Ово насеље је великим делом насељено Србима (према попису из 2002. године).
|  |

| Демографија | Демографија | Демографија |
| Година      | Становника  | Становника  |
| ----------- | ----------- | ----------- |
| 1948.       | 1.228       |             |
| 1953.       | 1.284       |             |
| 1961.       | 1.361       |             |
| 1971.       | 1.410       |             |
| 1981.       | 1.450       |             |
| 1991.       | 1.490       | 1.440       |
| 2002.       | 1.350       | 1.377       |

| Етнички састав према попису из 2002.‍ | Етнички састав према попису из 2002.‍ | Етнички састав према попису из 2002.‍ | Етнички састав према попису из 2002.‍ | Етнички састав према попису из 2002.‍ |
| ------------------------------------ | ------------------------------------ | ------------------------------------ | ------------------------------------ | ------------------------------------ |
|                                      |                                      |                                      |                                      |                                      |
| Срби                                 | Срби                                 |                                      | 1.340                                | 99,25%                               |
| Украјинци                            | Украјинци                            |                                      | 1                                    | 0,07%                                |
| Словенци                             | Словенци                             |                                      | 1                                    | 0,07%                                |
| Бугари                               | Бугари                               |                                      | 1                                    | 0,07%                                |
| непознато                            | непознато                            |                                      | 1                                    | 0,07%                                |

| Година пописа     | 1948. | 1953. | 1961. | 1971. | 1981. | 1991. | 2002. |
| ----------------- | ----- | ----- | ----- | ----- | ----- | ----- | ----- |
| Број домаћинстава | 251   | 270   | 336   | 363   | 389   | 415   | 415   |

| Број чланова      | 1  | 2  | 3  | 4  | 5  | 6  | 7 | 8 | 9 | 10 и више | Просек |
| ----------------- | -- | -- | -- | -- | -- | -- | - | - | - | --------- | ------ |
| Број домаћинстава | 75 | 95 | 65 | 84 | 44 | 39 | 9 | 2 | 0 | 2         | 3,25   |

| Пол    | Укупно | Неожењен/Неудата | Ожењен/Удата | Удовац/Удовица | Разведен/Разведена | Непознато |
| ------ | ------ | ---------------- | ------------ | -------------- | ------------------ | --------- |
| Мушки  | 562    | 168              | 353          | 26             | 12                 | 3         |
| Женски | 588    | 92               | 354          | 128            | 14                 | 0         |
| УКУПНО | 1.150  | 260              | 707          | 154            | 26                 | 3         |

| Пол    | Укупно                    | Пољопривреда, лов и шумарство | Рибарство                            | Вађење руде и камена | Прерађивачка индустрија       |
| ------ | ------------------------- | ----------------------------- | ------------------------------------ | -------------------- | ----------------------------- |
| Мушки  | 362                       | 140                           | 0                                    | 0                    | 87                            |
| Женски | 267                       | 167                           | 0                                    | 0                    | 39                            |
| УКУПНО | 629                       | 307                           | 0                                    | 0                    | 126                           |
| Пол    | Производња и снабдевање   | Грађевинарство                | Трговина                             | Хотели и ресторани   | Саобраћај, складиштење и везе |
| Мушки  | 2                         | 20                            | 21                                   | 3                    | 42                            |
| Женски | 1                         | 2                             | 13                                   | 3                    | 7                             |
| УКУПНО | 3                         | 22                            | 34                                   | 6                    | 49                            |
| Пол    | Финансијско посредовање   | Некретнине                    | Државна управа и одбрана             | Образовање           | Здравствени и социјални рад   |
| Мушки  | 4                         | 2                             | 21                                   | 6                    | 10                            |
| Женски | 1                         | 1                             | 2                                    | 8                    | 17                            |
| УКУПНО | 5                         | 3                             | 23                                   | 14                   | 27                            |
| Пол    | Остале услужне активности | Приватна домаћинства          | Екстериторијалне организације и тела | Непознато            | Непознато                     |
| Мушки  | 0                         | 0                             | 0                                    | 4                    | 4                             |
| Женски | 3                         | 1                             | 0                                    | 2                    | 2                             |
| УКУПНО | 3                         | 1                             | 0                                    | 6                    | 6                             |